# ۶۰۹ (قمری)
۶۰۹ (قمری)، ششصد و نهمین سال در گاهشماری هجری قمری است. اول محرم این سال برابر با ۳ ژوئن سال ۱۲۱۲ میلادی است.